# بخش هریسون (شهرستان مونتگومری، اوهایو)
بخش هریسون (به انگلیسی: Harrison Township) یک منطقهٔ مسکونی در ایالات متحده آمریکا است که در شهرستان مونتگومری، اوهایو واقع شده‌است.
 بخش هریسون ۲۳٫۴ کیلومتر مربع مساحت و ۲۲٬۳۹۷ نفر جمعیت دارد و ۲۴۴ متر بالاتر از سطح دریا واقع شده‌است.